# Shadia
Shadia (ur. 8 lutego 1929 w Kairze, zm. 28 listopada 2017 tamże) – egipska aktorka filmowa i piosenkarka.

## Filmografia
- 1948: Hamamet el salam
- 1956: Pijawka
- 1960: Lawet el hub
- 1962: El Telmiza
- 1962: El less wal kilab
- 1984: La tasalni man ana